# Biathlon ai II Giochi olimpici giovanili invernali
Le gare di biathlon dei II Giochi olimpici giovanili invernali si sono svolte allo stadio dello sci Birkebeineren di Lillehammer, in Norvegia, dal 14 al 21 febbraio 2016. In programma 6 eventi.

## Podi

### Ragazzi
| Evento             | Oro                   | Tempo   | Argento               | Tempo   | Bronzo                 | Tempo   |
| 7,5 km sprint      | Émilien Claude        | 19'01"5 | Sivert Guttorm Bakken | 19'08"6 | Egor Tutmin            | 19'19"5 |
| 10 km inseguimento | Sivert Guttorm Bakken | 28'10"7 | Egor Tutmin           | 29'21"4 | Said Karimulla Khalili | 29'28"4 |

### Ragazze
| Evento              | Oro                 | Tempo   | Argento                  | Tempo   | Bronzo                 | Tempo   |
| 6 km Sprint         | Juliane Frühwirt    | 18'23"5 | Marthe Kråkstad Johansen | 18'29"1 | Arina Pantova          | 18'40"6 |
| 7,5 km Inseguimento | Chrystyna Dmytrenko | 25'12"9 | Marthe Kråkstad Johansen | 25'20"4 | Lou Jeanmonnot-Laurent | 25'20"5 |

### Misti
| Evento            | Oro | Tempo     | Argento                                                                    | Tempo     | Bronzo                                                                         | Tempo     |
| Staffetta singola | Cina Meng Fanqi Zhu Zhenyu                                                                             | 41'35"4   | Norvegia Marthe Kråkstad Johansen Fredrik Qvist Bucher-Johannessen         | 41'35"6   | Russia Ekaterina Ponedelko Egor Tutmin                                         | 41'50"3   |
| Staffetta mista   | Norvegia Marthe Kråkstad Johansen Fredrik Qvist Bucher-Johannessen Marit Oeygard Sivert Guttorm Bakken | 1h18'35"6 | Germania Juliane Fruehwirt Franziska Pfnuer Simon Gross Danilo Riethmüller | 1h18'43"2 | Italia Samuela Comola Irene Lardschneider Cedric Christille Patrick Braunhofer | 1h20'06"0 |